# Malab Maktum ibn Raszid Al Maktum
Malab Maktum ibn Raszid Al Maktum – wielofunkcyjny stadion w Dubaju, w Zjednoczonych Emiratach Arabskich. Pojemność obiektu wynosi 18 000 widzów. Swoje mecze rozgrywa na nim drużyna Al-Shabab Dubaj.